# Celeus undatus
Celeus undatus là một loài chim trong họ Picidae.